# Humata immersa
Humata immersa là một loài dương xỉ trong họ Davalliaceae. Loài này được Wall. ex C. Presl Mett. mô tả khoa học đầu tiên năm 1856.